# Согомон Тейлірян
Согомон Тейлірян (Тейлерян, вірм. Սողոմոն Թեհլիրեան; 2 квітня 1897 — 23 травня 1960) — жертва геноциду вірмен, єдиний хто вижив зі своєї сім'ї; в 1921 році застрелив одного з головних організаторів масових вбивств — Талаата-пашу.

## Біографія

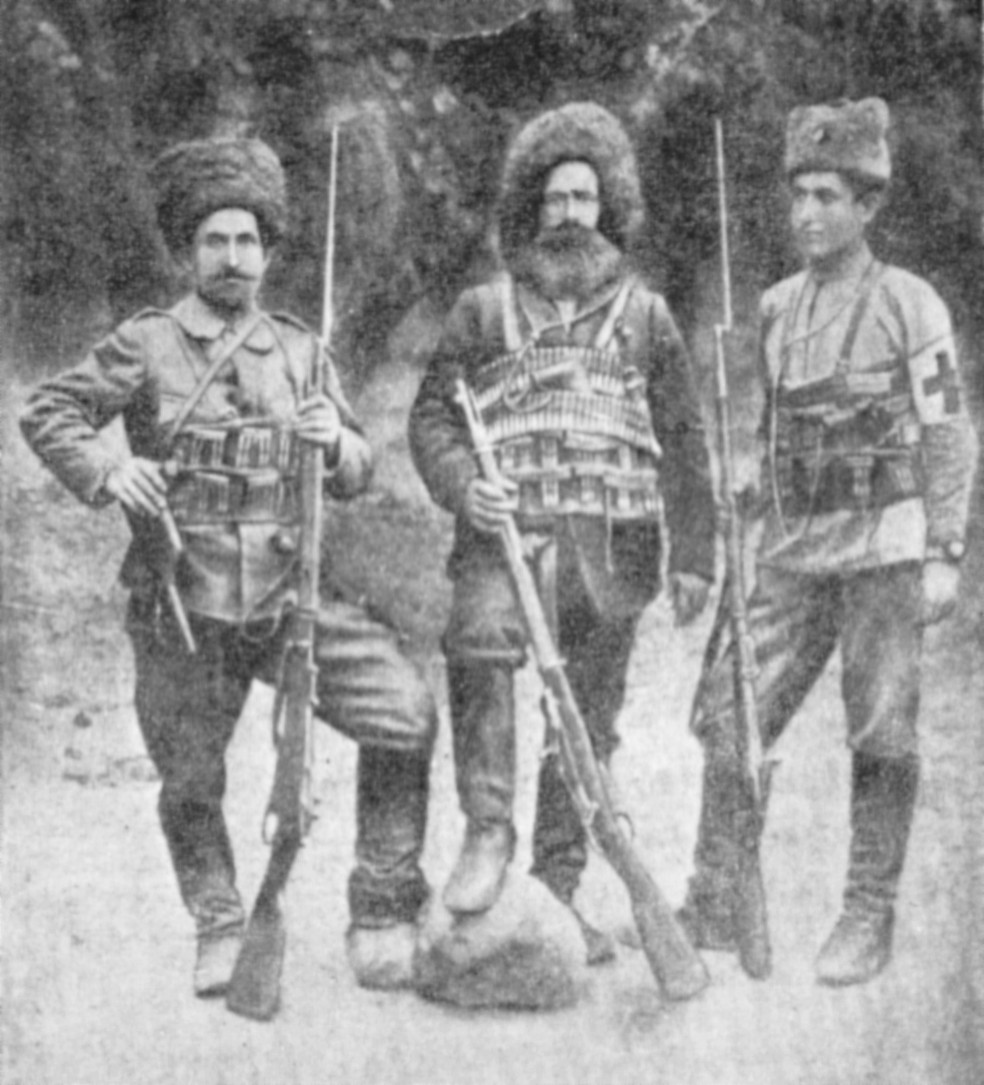
Брати Согомон, Сахак і Місак Тейлірян, добровольці Російської армії в Першу світову війну.

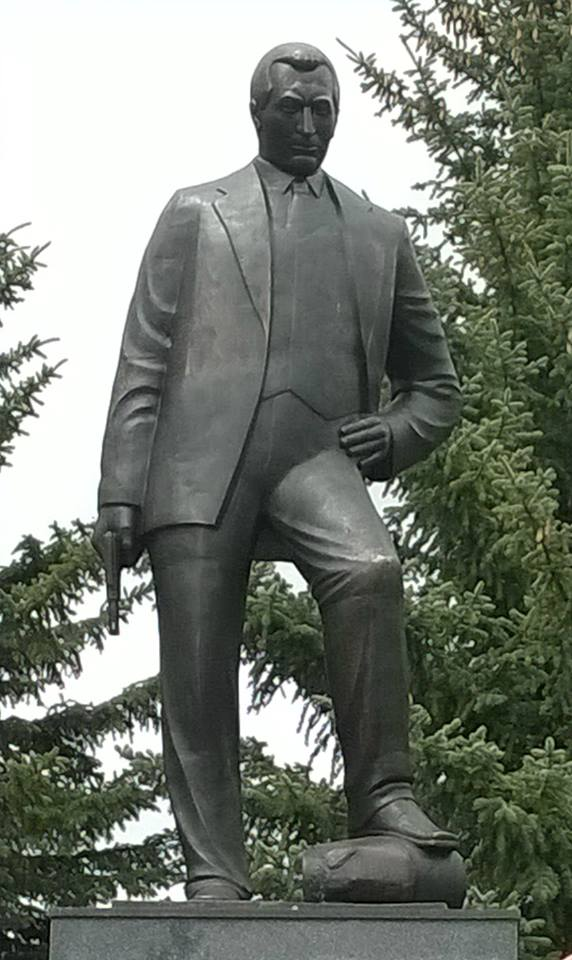
Пам'ятник Согомону Тейліряну.

Согомон народився у селі Неркін-Багар, Ерзерумского вилаєту, на сході Османської імперії, 2 квітня 1896 або 1897 року. На початку XX століття його батько почав поїздку в Сербію, маючи намір обжитися там, щоб вивезти туди всю сім'ю. Однак, коли в 1905 р Тейлірян-старший повернувся за сім'єю в Туреччину, то був негайно заарештований і засуджений до 6-місячного ув'язнення. А поки він сидів у в'язниці, сім'ю переселили з Неркін-Багар в місто Ерзінджан. 

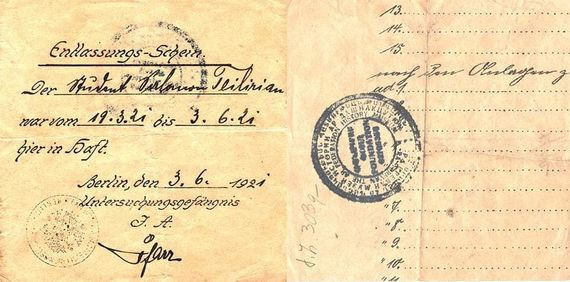
Довідка про звільнення з тюрми Согомона Тейліряна, 1909 р.

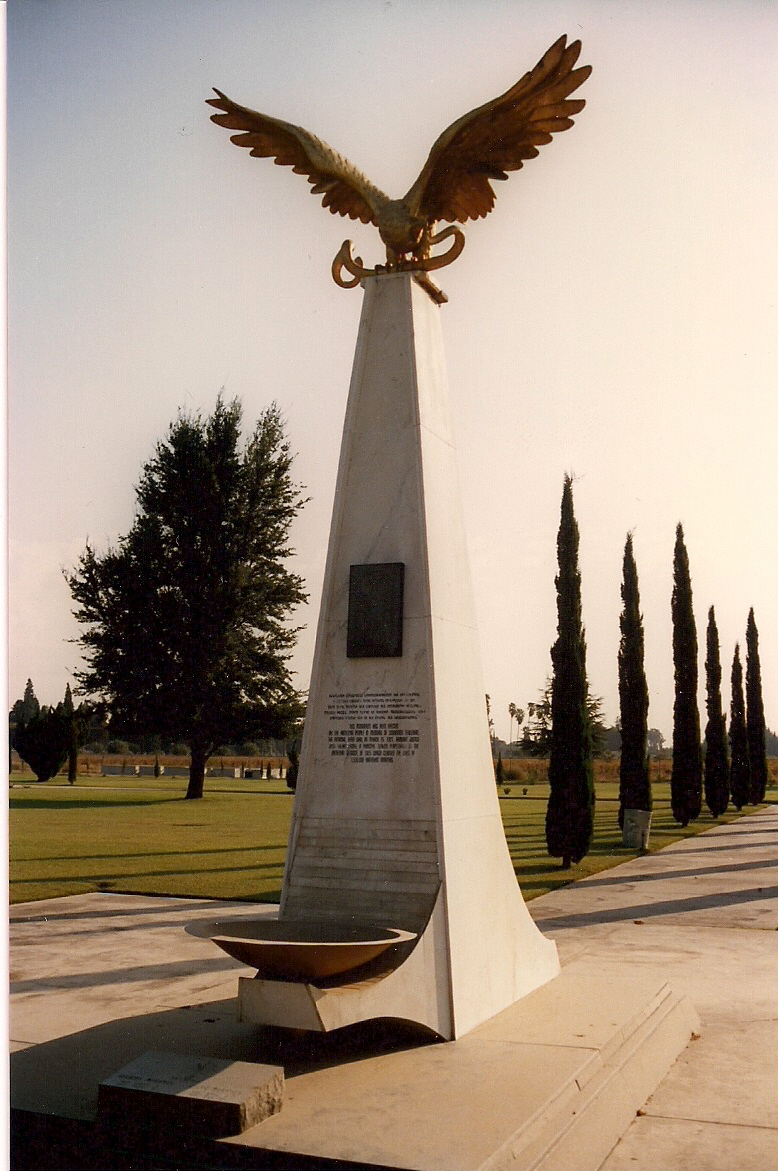
Пам'ятник на могилі Согомона Теліряна на кладовищі "Арарат" у Фресно.

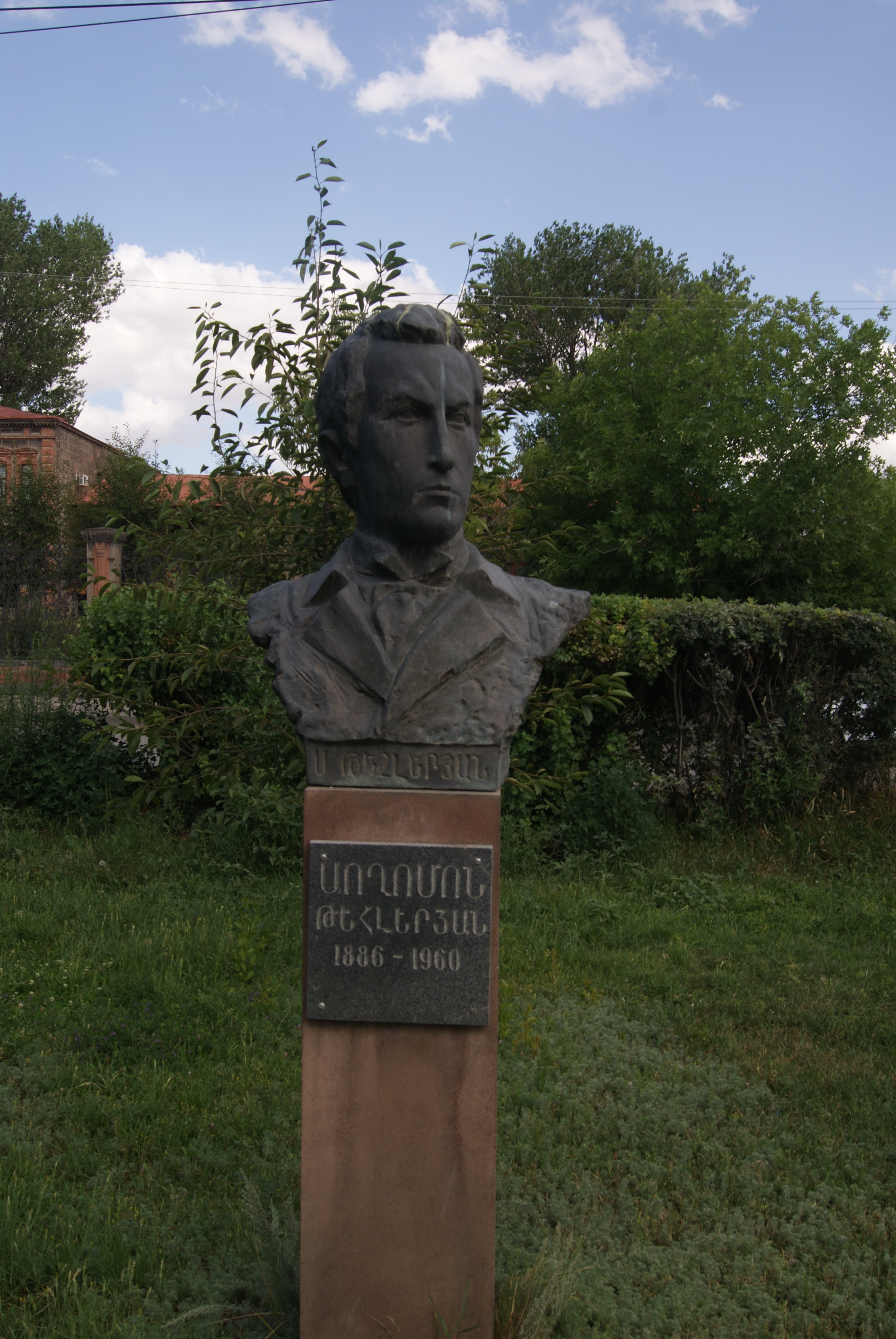
Пам'ятник Согомону Тейліряну у Вірменії.

Початкову освіту Согомон Тейлірян отримав в Ерзінджанській протестантській школі 2-го ступеня. Потім продовжив навчання в константинопольському ліцеї «Гетронаган» і у німецькому університеті. З початком Першої світової війни Соґомон перериває навчання і повертається у Ерзінджан. Вступає у вірменські добровольчі формування. 
Младотурецька установка на геноцид вірмен була дана в шифрованій телеграмі Енвер-паші від 27 лютого 1915 р., конкретні ж заходи по «остаточної ліквідації» вірмен були прописані в секретній директиві Талаат-паші і Енвер-паші від 15 квітня 1915 р. Геноцид вірменського населення почався в анатолійському місті Зейтун 24 квітня 1915 р. Вся сім'я Тейліряна була знищена під час геноциду. Сам він став свідком зґвалтування двох сестер і вбивства матері і брата. Тейліряну вдалося вижити, коли турецькі солдати залишили його помирати на купі поранених і мертвих тіл (сестри після зґвалтування теж були вбиті). Тейлірян потрапив до Константинополя, звідки у 1920 році емігрував до США. Після війни Тейлірян за завданням партії «Дашнакцутюн» (Операція «Немезіс») вирушив до Берліна і 15 березня 1921 року в районі Шарлоттенбург на очах безлічі свідків застрелив колишнього Великого візира Талаата-пашу, який ховався під ім'ям Сей у Німеччині.
Після вбивства Тейліряна було заарештовано німецькою владою.  Суд над Тейліряном і його виправдання стали сенсацією. Тейліряна захищали три адвоката, серед яких доктор Курт Німаєр, професор права Кельнського університету. Об'єктом розгляду суду стали не тільки дії Тейліряна, але і Талаата як організатора звірячих масових вбивств мирного населення. На суді були заслухані численні свідки, які розповіли подробиці геноциду. Вони вразили громадськість, яка з жахом дізналася подробиці різанини. 
Тейлірян був визнаний, як такий, що перебував у стані неосудності в момент замаху і звільнений. Цей суд справив великий вплив на польського юриста Рафаеля Лемкіна, пізніше запропонував термін «геноцид».
Після суду Тейлірян близько тридцяти років прожив в Сербії, кілька років у Валево, потім у Белграді. Одружився з вірменкою Анаіт Татікян, став батьком сина і дочки. У 50-х роках родина Тейлірянів емігрувала до Америки. Помер Согомон Тейлірян у Сан-Франциско, похований у Фресно.

### Твори
Мемуари Согомон Тейліряна записав західновірменський письменник і громадський діяч Ваан Мінахорян. Вперше вони вийшли 1953 року в Каїрі у видавництві «Лусабер» під назвою «Согомон Тейлірян: спогади, вбивство Талаата».

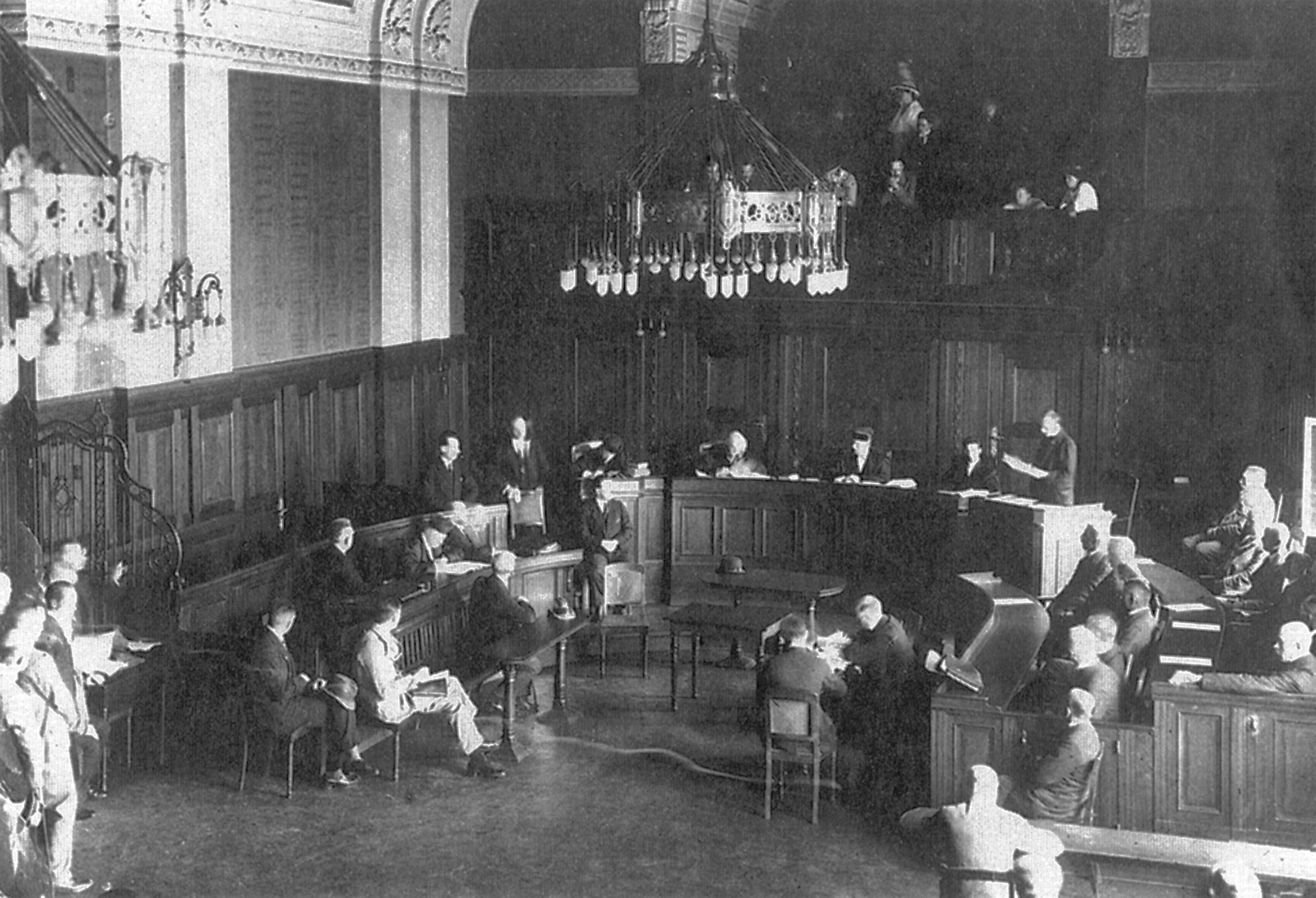
Суд по вбивству Талаата-паші

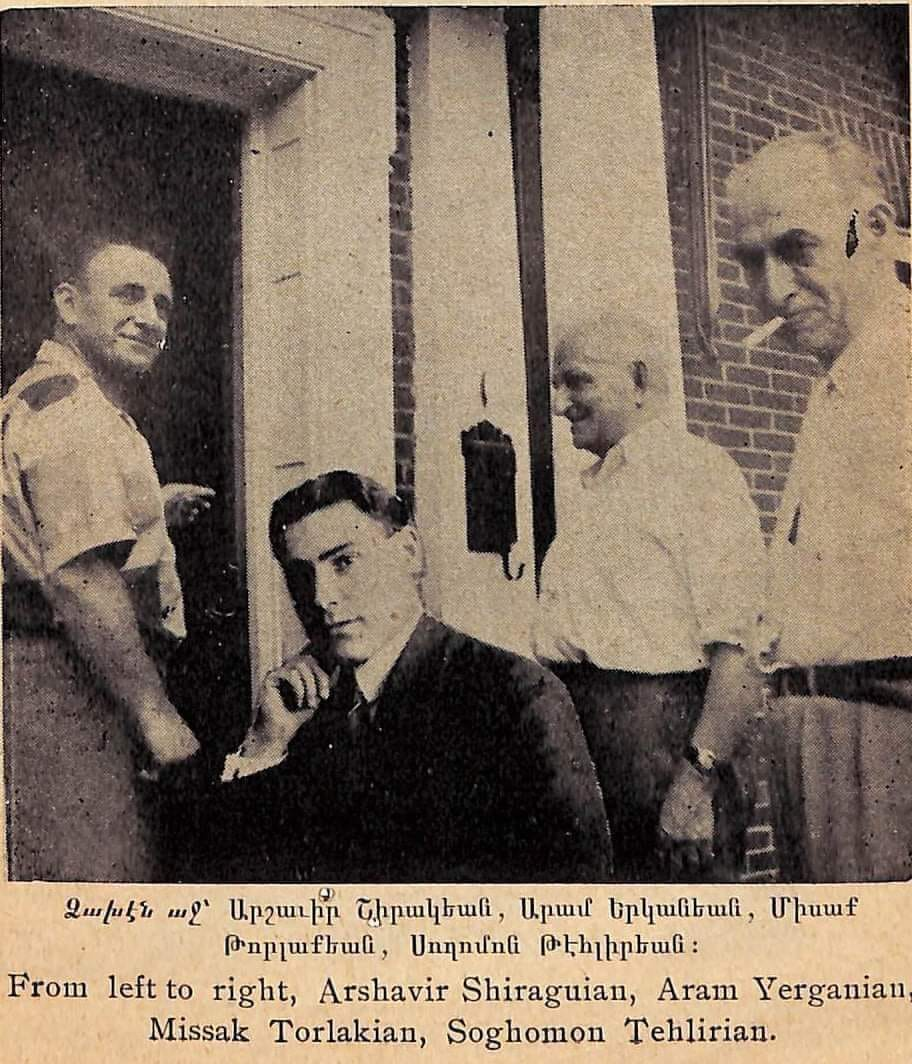
Зліва направо: Аршавір Ширакян, Арам Єрганян, Місак Торлакян, Согомон Тейлірян.